# Mecanisme de percussió del piano

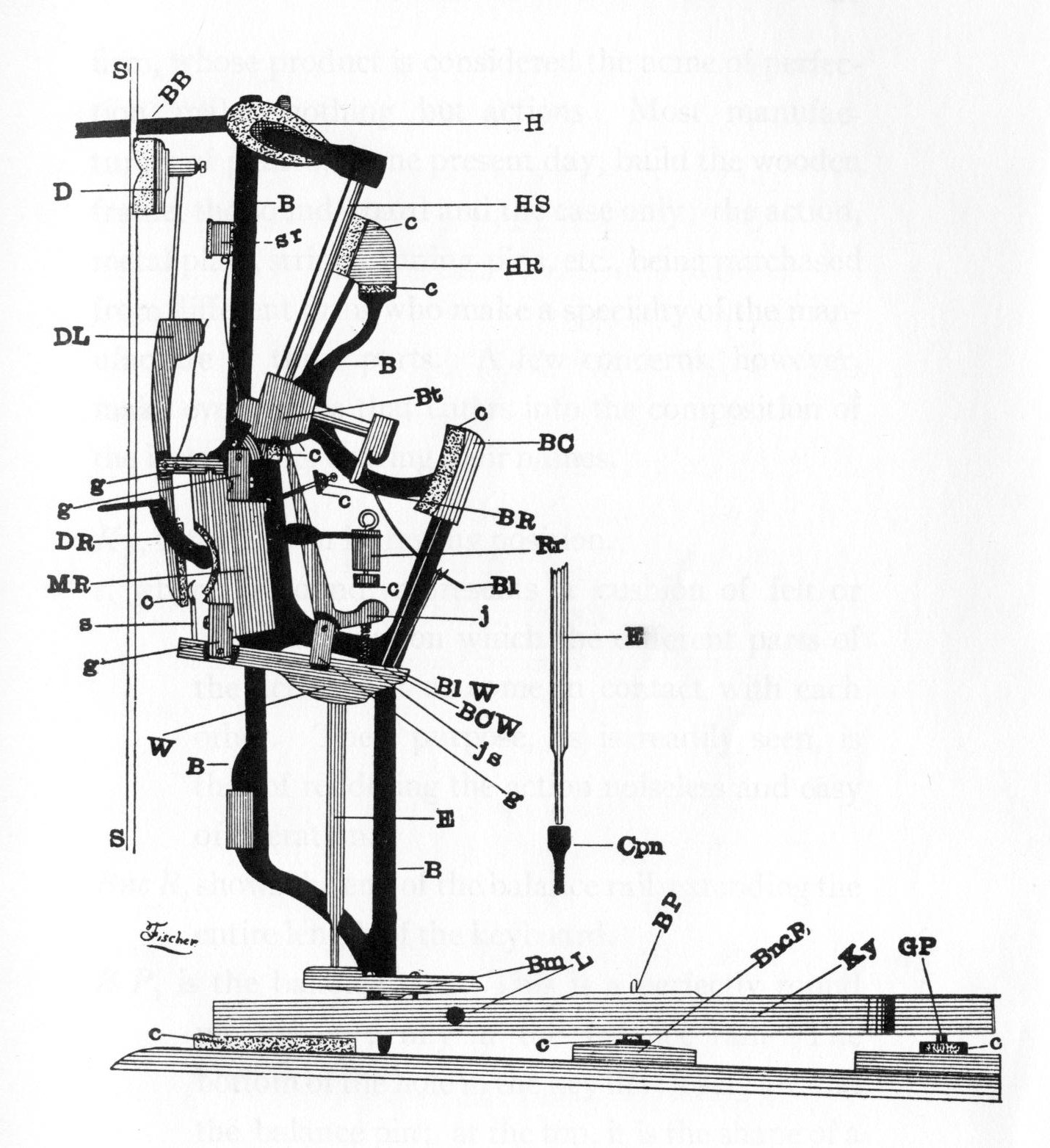
Mecanisme d'un piano vertical (cap al 1907)

El  mecanisme de percussió del piano  és un complex conjunt de palanques, el principal objectiu de les quals és controlar el cop del martellet a la corda, i oferir la possibilitat que el pianista pugui modular al seu gust l'expressió del so de l'instrument.

## Parts
El mecanisme d'un piano està compost fonamentalment per quatre peces: el martellet o martell, la tecla, la bàscula i els amortidors.

### Martells

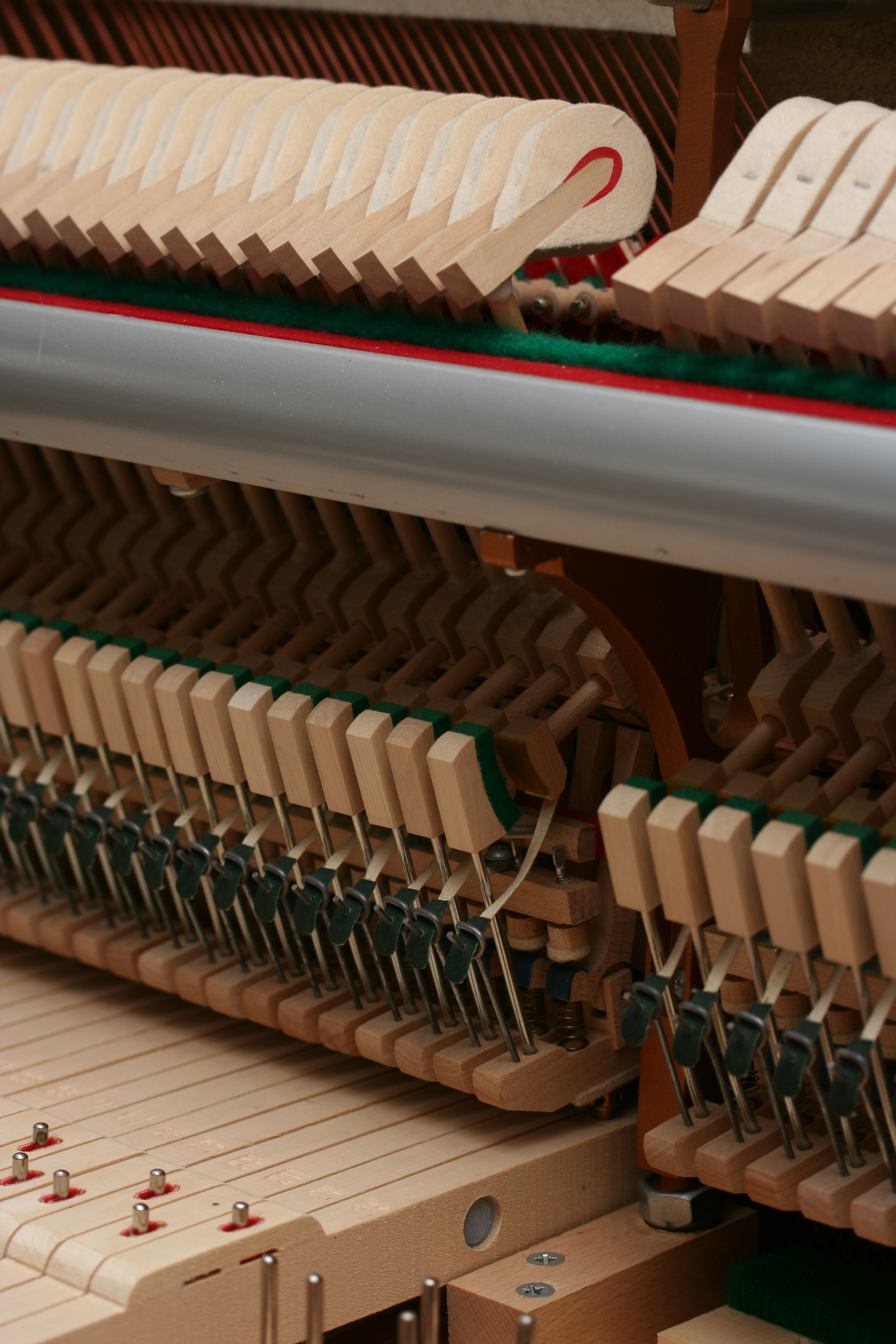
Martells d'un piano vertical.

El martellet és un element molt important en la generació del so del piano, ja que la seva funció és percutir la corda, produir el so i modular la seva intensitat i timbre. Els primers pianos tenien martellets compostos per un nucli de fusta recobert de diverses capes de pell, i la duresa disminuïa progressivament des de l'interior, amb pells dures com el cuir, i a l'exterior, amb pells fines i delicades. Els martellets del piano modern estan fabricats amb llana premsada sobre un nucli de fusta. La forma en què està premsada la llana del martellet influeix directament en la qualitat tímbrica de l'instrument. Un martell tou roman més temps en contacte amb la corda en percutir que un martell dur, que rebota més ràpidament. Aquest fet fa que la producció dels harmònics variï per part de la corda i afecti la brillantor del so.
El conjunt del martellet està format pel cap del martell, fabricada amb llana premsada i encolada sobre un nucli de fusta. Aquest martellet està situat sobre un braç que rep la força exercida pel mecanisme a través d'un corró de pell anomenat nou.

### Tecla
La tecla és la palanca principal del mecanisme de percussió. El braç frontal d'aquesta palanca és la part visible del teclat i sobre la qual el pianista exerceix la pressió. En ser pressionada la part frontal, la tecla pivota sobre el balancí cosa que fa que es posi en funcionament el mecanisme a través del pilotí situat a la part posterior d'aquesta. En els pianos de cua, la part posterior de la tecla també té com a objectiu elevar els amortidors, i aquest moviment serveix per ubicar la grapa o retenidor. Aquesta peça regula la caiguda del martell i en els pianos verticals aquesta funció es realitza a la bàscula.

### Bàscula
El conjunt de peces que comuniquen la tecla amb el martellet reben el nom de bàscula. La peça clau de la bàscula és l'escapament, i en els pianos de cua també hi ha el doble escapament.

### Amortidors
Els amortidors tenen com a missió silenciar el so produït per la corda. Pot ser activat de tres maneres diferents: cada vegada que es prem una tecla l'amortidor es retira de la corda abans que el martellet la colpegi, en pressionar el pedal dret que fa que s'elevin tots els apagadors al mateix temps, o bé mitjançant el pedal central dels pianos de cua, també anomenat sostenuto, que, en ser pressionat, manté la posició elevada únicament dels apagadors que estan aixecats en aquest moment.

## Funcionament

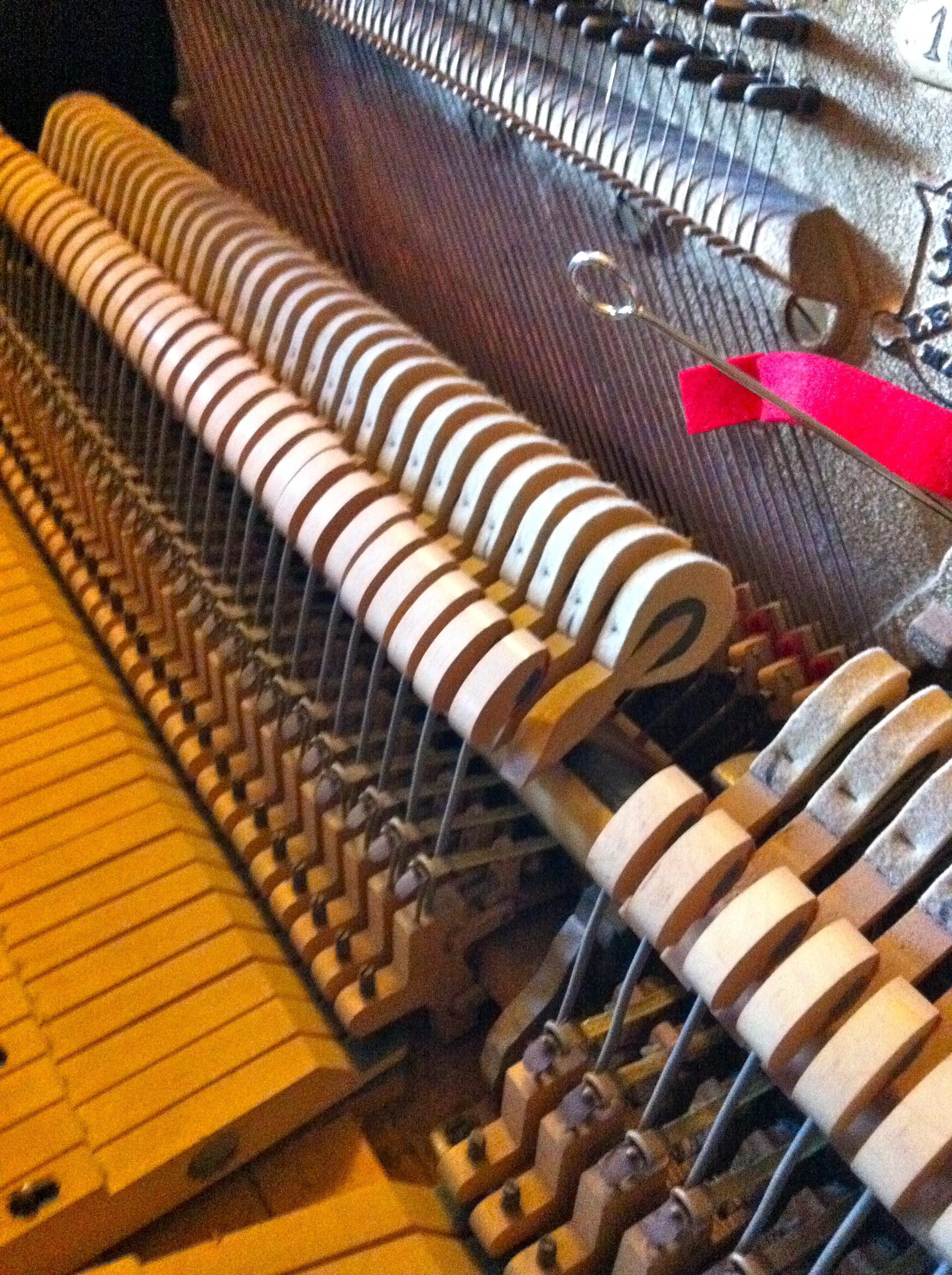
Piano Wood & Brooks de fusta d'acció invertida en 90 graus

El funcionament bàsic del mecanisme d'un piano és el següent: quan una tecla és premuda, la palanca que està situada a l'extrem oposat s'eleva i el martellet, associat a ella, es posa en moviment en direcció a la corda, que és alliberada per l'apagador just abans de la percussió. Després del cop del martellet a la corda es produeix el so i, tot seguit, aquest cau fins a ser recollit per la grapa, també coneguda com atrapi, a una distància aproximada de 2 centímetres. En aixecar lentament la tecla, aquesta allibera el conjunt de palanques de la fuita i el martellet torna a estar disponible per tornar a tocar la corda. Si retirem la pressió per complet, tot el sistema torna al seu estat inicial de repòs, en què els apagadors tenen la missió primordial d'interrompre el so.
Es poden distingir dues fases en el funcionament del mecanisme de percussió del piano: la fase d'impuls del martellet i la fase de caiguda.

### Impuls
La fuita és la peça clau del mecanisme de percussió del piano, ja que és l'encarregat d'unir la tecla al martellet. Està situat dins de la bàscula, a la qual es troba unit en la seva trajectòria ascendent. L'extrem de la fuita exerceix pressió sobre el martellet pel seu nou corresponent fins que el martellet està situat a uns 2 o 3 mm de la corda. En aquest moment, la fuita es retira de la nou i deixa d'exercir pressió sobre el martellet, però aquest continua la seva trajectòria per inèrcia.

### Caiguda
Després de la percussió de la corda per part del martellet, el mecanisme és l'encarregat de controlar la caiguda d'aquest. Bàsicament es poden produir tres tipus de situacions: atac normal, atac normal mantenint la tecla enfonsada sota la pressió del dit o atac en pianíssim mantenint la tecla enfonsada. En primer lloc, l'atac normal és quan l'intèrpret abandona la tecla després de l'atac, cosa que provoca que el martellet reboti contra la corda i torni a la posició inicial de repòs. En segon lloc, en l'atac normal mantenint la tecla enfonsada sota la pressió del dit, el martellet rebota però és retingut per la grapa. Simultàniament, la caiguda del martellet provoca la baixada de la palanca del doble escapament, de manera que el moll es comprimeix. En aquesta posició, quan el pianista disminueix la pressió exercida sobre la tecla, en ser alliberat el martellet de la grapa, en comptes de caure, no només queda suspès sinó que rebota lleugerament cap amunt, empès per la força de la molla. Amb això se solucionen de manera eficaç tots els problemes ocasionats en les repeticions ràpides, refilets, etc. I finalment, en tercer lloc, en l'atac en pianíssim mantenint la tecla enfonsada, el martellet és retingut per la palanca del doble escapament i roman preparat per a noves repeticions.
El control eficaç de la caiguda del martellet, gràcies al doble escapament, va ser la gran millora introduïda per Sébastien Érard a principis del segle xix.

## Dinàmica

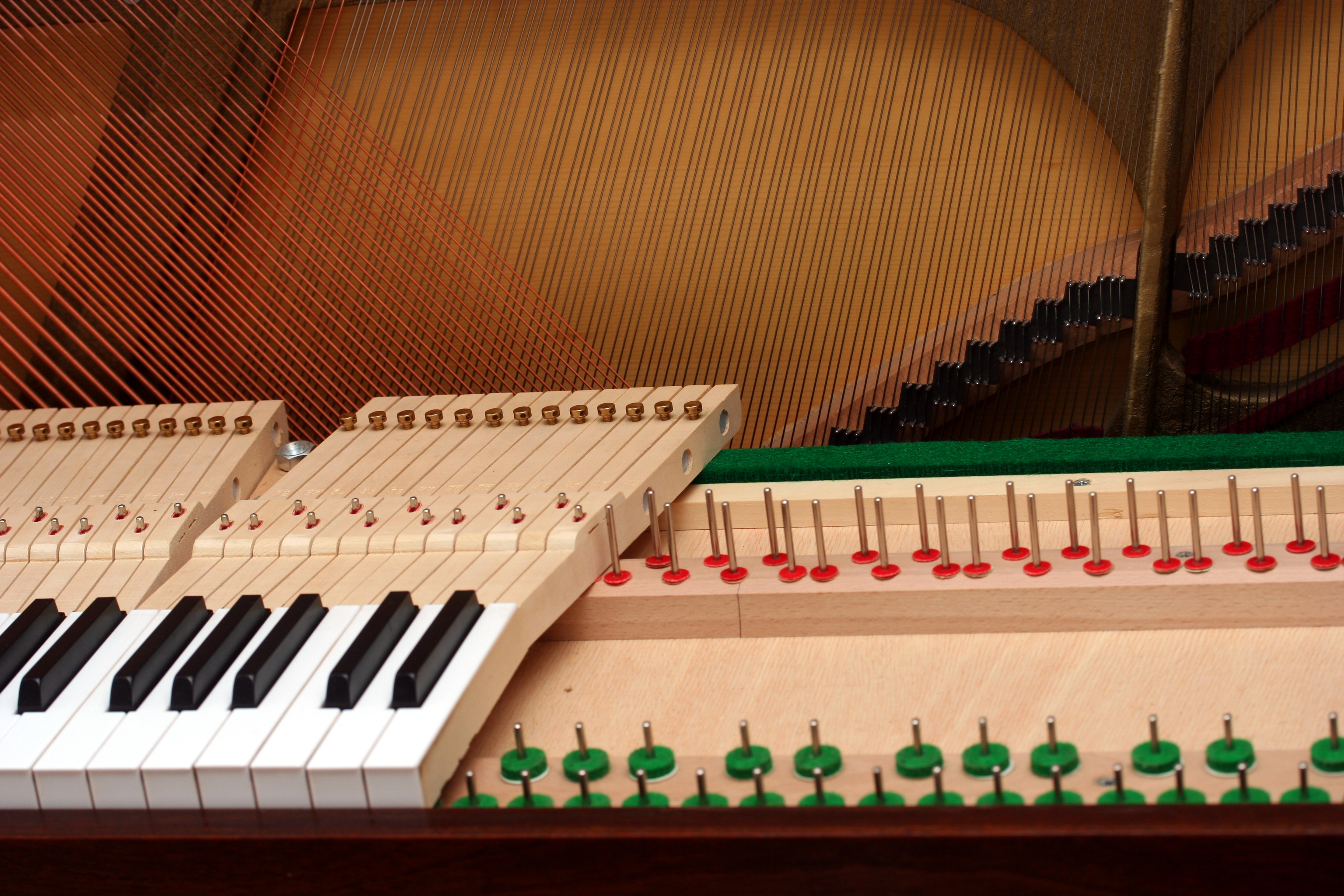
Un teclat de piano desmuntat. S'observa la longitud de la palanca de la tecla.

La mecànica del piano és bastant particular, ja que no fa servir el mecanisme habitual d'una palanca per reduir l'esforç necessari per aixecar un pes, sinó que utilitza el pes del teclat per controlar la velocitat del martellet en l'atac contra la corda. L'objectiu del conjunt de palanques del mecanisme és permetre una gran varietat de sons en funció del control de l'impuls del martellet.
Les proporcions dels braços de palanca del mecanisme de percussió del piano són de 2:3, 3:4 o 4:5 segons el tipus d'instrument per al teclat, amb el braç llarg sempre a favor del pianista, 1:1 per a la bàscula i per al martellet una proporció de 6:1, és a dir, que el pes real del martellet s'incrementa en 6 vegades a canvi de velocitat.
La força exercida sobre la tecla i la velocitat amb la qual es prem la mateixa (fet conegut en física com moment) té una equivalència directa en l'altre extrem del mecanisme, en el qual un martellet relativament lleuger viatja amb una gran acceleració.
El martellet d'un piano modern pesa entre 2 i 5 grams. No obstant això, el pes mínim que cal aplicar sobre el teclat de l'instrument per mantenir en equilibri la tecla i el martellet, en la majoria de pianos, és de 50 grams. Per tant, el mecanisme del piano no està ideat per estalviar esforç, encara que no tota la força que s'exerceix sobre el teclat la consumeix la dinàmica del martellet, ja que també és necessari vèncer la resistència de fricció entre les diferents peces. La suma de totes les friccions és de 17 a 22 grams en un piano perfectament ajustat.
Per corregir les diferències de pes entre unes tecles i altres, el fabricant de pianos ha de regular de manera uniforme, afegint en els llocs convenients de la tecla, uns petits cilindres de plom. En els pianos de cua, aquests cilindres de plom es col·loquen en la part frontal per corregir l'excés de pes del mecanisme. No obstant això, en els pianos verticals es col·loquen en la part posterior de la tecla per incrementar el seu pes, ja que el mecanisme és massa lleuger.
Cal tenir en compte que el pes d'un teclat no és independent del so de l'instrument, ja que quan s'exerceix una força concreta sobre el teclat, s'espera també una resposta concreta en el so. Si aquest és massa dur i metàl·lic, es té una sensació de poc pes. En canvi, un so massa feble, produeix una sensació de cansament. L'energia aplicada a la tecla és transmesa de manera encadenada per totes les peces del mecanisme fins que el martellet realitza la percussió de la corda, la qual recull aquesta energia, convertint-la en so. Com més eficaç sigui aquesta transmissió, major és la sensació de control i de fermesa en el tacte del piano. Per això, cal que tot el mecanisme estigui ben calculat, ajustat i regulat.
La força exercida i el resultat sonor obtingut depenen de l'eficàcia del mecanisme de l'instrument, i per tant, del seu disseny. El mecanisme del piano, com qualsevol màquina, té un rendiment. Aquest és diferent segons la regió de volum sonor en la qual es treballa i es mesura com a relació entre el treball aplicat sobre el teclat i el treball realitzat pel martellet. En termes generals, el rendiment és baix en la regió de pianissimo, òptim a la regió de piano a mezzoforte i molt baix en els fortissimos. Per tant, hi ha un major control i varietat sonora en la regió de sons mitjans. En augmentar el pes del teclat, l'instryment se situa en una zona de pitjor rendiment i de més difícil control.

## Mecanisme de piano de cua modern
| Mecanisme de percussió d'un piano de cua |                                  | |
| Amortidor (15) Corda (16) Marc (17) Grapa (18) Enganxall de la corda (19) Somier (20) Empenyidor (11) Palanca de l'amortidor (12) Safata de l'amortidor (13) Cullera de l'amortidor (14) | Mecanisme de piano de cua modern | (10) Martell (9) Palanca de repetició (8) Braç del martell (7) Rodet (6) Cargol de la vora del martell (5) Palanca d'escapament (4) Pivot d'escapament (3) Pont (2) Pivot (1) Tecla |